# Dove TV
Travel & Living by Dove TV (in precedenza fino al 2020 come Dove TV), è un canale televisivo tematico edito da RCS MediaGroup, società appartenente al gruppo Cairo Communication visibile eccezionalmente su Samsung TV Plus.

## Storia
Dove - Travel & Trends TV iniziò a trasmettere in data 18 febbraio 2010: l'emittente, fin dalla data di lancio, era visibile in esclusiva con la piattaforma Sky Italia che le assegnò la numerazione automatica 412 sui propri set-top box.
La programmazione della rete, dedicata ai viaggi e agli stili di vita, era composta dal 25% di programmi autoprodotti, e dal 75% di programmi acquistati all'estero e doppiati in italiano.
La linea editoriale della rete era basata sul periodico Dove edito da RCS MediaGroup. Il 28 dicembre 2011, Dove - Travel & Trends TV inizia a trasmettere nel formato panoramico 16:9. Dopo più di quattro anni di attività, il 28 settembre 2014 Dove - Travel & Trends TV si trasferisce sul canale 413 della piattaforma Sky Italia.
Veniva mantenuto il logo della rivista, leggermente rettificato per l’utilizzo in video nei formati piccoli (brand extension) con la desinenza TV e il claim "Travel&Trends" dal designer Alberto Traverso, a cui viene affidato il design del canale e la promozione.
Lo speaker ufficiale del canale era il doppiatore Alberto Bognanni.
A maggio 2018 ne era stata annunciata la chiusura per mancanza rinnovo contrattuale prevista per il 30 giugno, ma non più avvenuta. 
Il 1º luglio 2020 ha chiuso definitivamente.
Il canale è tornato visibile ma solo in streaming su Samsung TV Plus dal 14 giugno 2023.

## Programmi
- Chi sceglie la seconda casa?
- La seconda casa non si scorda mai
- Conosco un posticino con Riccardo Rossi
- I viaggi di Dove
- Magnifica Italia
- Una gita fuoriporta
- Vado a vivere in campagna
- Colleziono e ci guadagno
- Case fuori dal comune
- Case da sogno nel mediterraneo
- Grandi progetti
- Cambio casa, finalmente!

## Ascolti
Share 24h*
| Anno | Gen   | Feb   | Mar   | Apr   | Mag   | Giu   | Lug   | Ago   | Set   | Ott   | Nov   | Dic   | Media anno |
| ---- | ----- | ----- | ----- | ----- | ----- | ----- | ----- | ----- | ----- | ----- | ----- | ----- | ---------- |
| 2019 | 0,03% | 0,02% | 0,03% | 0,03% | 0,03% | 0,04% | 0,03% | 0,04% | 0,03% | 0,03% | 0,03% | 0,03% | 0,03%      |

* Giorno medio mensile su target individui 4+